# La familia de al lado
La familia de al lado est une telenovela chilienne diffusée en 2010-2011 par TVN.

## Distribution

### Principaux
- Álvaro Rudolphy - Gonzalo Ibáñez / Iñigo Mora / Roberto Acosta
- María Elena Swett - Pilar Echeñique
- Jorge Zabaleta - Javier Ruiz-Tagle
- Luz Valdivieso - Ignacia Fabres
- Cristián Arriagada - Hugo Acosta / Ismael Mora - Leonardo Acosta / Iván Mora
- Francisca Lewin - Carola Fabres
- María José Illanes - Rebeca Echeñique
- Coca Guazzini - Eva Spencer
- Jaime Vadell - Renato Fabres
- Maricarmen Arrigorriaga - Yolanda Sanhueza
- Pablo Díaz - Benjamín Fabres
- Antonia Santa María - Hilda González
- Anita Reeves - Mabel Vergara
- Constanza Piccoli - Andrea Ruiz-Tagle
- Claudio Arredondo - Nibaldo González
- Loreto Araya-Ayala - Karen Ortega
- Giovanni Carella - Diego Ruiz-Tagle

### Guest Stars
- Luis Alarcón - Igor Mora
- Claudia Herrera - Carmen, Madre de Carola
- Iñigo Urrutia - Matías Santa María
- Carmen Gloria Bresky - Rosa Munita Yen / Cecilia Avendaño
- Rosario Valenzuela - Marisol Merino
- Emilio Edwards - Danilo Salas
- Rommy Salinas - Lidia Román
- Ana Luz Figueroa - Teresa Sandoval
- Santiago Tupper - Comisario Cifuentes
- Ernesto Gutiérrez - Pedro Gómez
- Felipe Contreras - Efraín Donoso
- Otilio Castro
- Renato Münster
- Pancho González
- Luis Eduardo Campos
- Sebastián Goya
- Remigio Remedy - Ricardo Merino
- Davor Gjuranovic
- Hugo Vásquez

## Diffusion internationale
- TVN (2010-2011)
- Telemundo
- Viva Platina
- NET
- Monte Carlo TV

## Versions
- La Casa de al Lado (2011 - 2012), produit par Telemundo.